# Chris Harker (cầu thủ bóng đá)
Christopher Joseph Harker (29 tháng 6 năm 1937 – 5 tháng 9 năm 2014) là một cầu thủ bóng đá người Anh từng thi đấu ở vị trí thủ môn.